# Megachile chamacoco
Megachile chamacoco är en biart som beskrevs av Carlos Schrottky 1913. Megachile chamacoco ingår i släktet tapetserarbin, och familjen buksamlarbin. Inga underarter finns listade i Catalogue of Life.